# Bucegi-bjergene
Bucegi-bjergene (rumænsk: Munții Bucegi [ˈmunt͡sij buˈt͡ʃed͡ʒʲ] ligger i det centrale Rumænien, syd for byen Brașov. Bjergkæden er en del af gruppen de Transsylvanske Alper i Karpaterne. Det 2.505 meter høje bjerg Omu er det højeste punkt.
Mod øst har Bucegi-bjergene en meget stejl skråning mod de populære turistmål i Prahova-dalen, såsom Bușteni og Sinaia. Højere oppe ligger Bucegi-plateauet, hvor vind og regn har forvandlet klipperne til spektakulære formationer som Sfinxen og Babele.
Bucegien menes at være det hellige bjerg i Dacia, Kogainon, hvor den græske gud Zalmoxis boede i en hule.

## Navn
Den nøjagtige oprindelse af navnet "Bucegi" er bestridt af filologer. "Buceag" eller "bugeac" synes at være kilden til navnet, et ord, der på bjergfolkets sprog betegner både mosen i skoven og ødemarken eller enebærene. En arkaisk version af navnet "Bucegi" er "Buceci", et navn, der stadig bruges i dag af de ældste i bjergene, og som sprogforskere siger, at det er afledt af "huceag", "buceag" eller "bugeac".
I Iorgu Iordans værk, Toponimia romînească, er navnet på bjergene afledt af slavisk buk, der betyder "bøg".

## Områder
Bjergene er grupperet i tre områder :
- Bucegi-bjergene (Omu-området – 2.505 meter)
- Leaota-bjergene (Leaota Peak – 2.133 meter)
- Piatra Craiului-bjergene (Baciului-toppen – 2.238 meter)

Rucăr-Bran passet adskiller Piatra Craiului- og Leaota-området; det var præget af grænseovergange mellem Valakiet og Transsylvanien, og blev forsvaret af Branslottet.

## Turisme
Bucegi-bjergene, der ligger ud til Prahova-dalen, er et område med flest skisportssteder i Rumænien. Siden 1935 har en del af Bucegi-bjergene været med på listen over beskyttede områder i Rumænien med nationalparkstatus.

### Skisportssteder
Blandt de mest populære skisportssteder i Bucegi-bjergene er Sinaia og Bușteni. Med tilnavnet "Karpaternes Perle"  tilbyder Sinaia muligheden for at dyrke vintersport. Skiløjperne på resortet betjenes af skilifte, som er tilgængelig med svævebane. De vigtigste turistattraktioner er Peleș Slot, Pelișor Slot, Royal Station, Sinaia Kloster, og George Enescus mindehus.
Bușteni, der ligger i en højde af 800-900 m, har et bredt udvalg af hoteller, overnatningssteder, hytter og turistshops. En svævebane forbinder Silva Hotel og Babele Chalet på bjergtoppene. Dette område har usædvanlige klippeformationer, såsom Sfinxen og Babele. Bușteni er udgangspunktet for vandring på nogle af de mest attraktive ruter i Bucegi-massivet. I vintermånederne tilbyder Bușteni muligheden for at dyrke skiløb og slædekørsel. Der er skiløjper med varierende sværhedsgrader. Bușteni er også et kulturelt sted med Cantacuzino Slot og museum for forfatteren Cezar Petrescu.

### Bucegi Naturpark
Bucegi-bjergområdet blev allerede foreslået beskyttet i 1936, på grund af uforlignelige landskaber og stor mangfoldighed af plante- og dyrearter. Dette forslag blev først taget op i 1990, da det blev udmøntet gennem ministerens bekendtgørelse nr. 7/1990. Bucegi Naturpark dækker et område på 32.663 hektar på tværs af tre distrikter (Dâmbovița, Prahova og Brașov), og har mere end 60% af området dækket af skove.